# سیاهمزگی
سیاهمزگی، منطقه ای از توابع بخش احمدسرگوراب شهرستان شفت در استان گیلان ایران است که باشندگانش تالش زبان هستند. سیاهمزگی به معنی مسجد سیاه است؛ واژه مسجد در زبان عربی از واژه پارسی "مزگت" به معنی مزداکده یا خانه اهورامزدا گرفته شده است.سیاهمزگی، منطقۀ بزرگ و نامداری در 17 کیلومتری جنوب  غربی شهرستان شفت است که چهار روستای علی سرا، توسَه، خُرَّمکَش و مَزگَدا را در برگرفته است. 
جغرافیای طبیعی و اقتصادی – انسانی آن، جای کاوش فراوان دارد و بسا که پیشینۀ تاریخی آن نیز رازهای فراوان در سینه داشته باشد؛ زیرا این خطه، خاستگاه مردان نام‌آور و بزرگی در بستر دین و دانش و سیاست بوده است؛ ولی با این همه، شناخته بودن این منطقه در سراسر گیلان و بلندای نام آن نزد شمار دیگری از هم‌میهنان، به ویژه پایتخت‌نشینان، نه از روی کتابها و نوشتارهای شناساگر و نه به خاطر آوازۀ دانشوران و ادیبان و مدیران و حاکمان برخاسته از این سرزمین و نه به خاطر حماسه‌های آن، بلکه به خاطر « پنیر سیاهمزگی» است که محصول ویژۀ دامی و فرآوری شده در همین منطقه است.
روزگاری نه چندان دور، همۀ پنیر مورد نیاز شهرستان شفت و بخشی از پنیر فومن و رشت و طارم و زنجان، از سوی دامداران روستاهای منطقه شفت تأمین می‌شد که بیشتر آنها در ییلاقهای پیرامون سیاهمزگی نشین داشتند. قلمرو دامداران روستاهای خَرفَه کُل، نصیر محله، گَنجار، شالما، لَپَندون، سیدآباد، قَلَه رُوخُون، علی سرا، توسَه، و خُرَّمکَش به تناسب مالکیت و حق بهره‌برداری در ییلاقهای زیر بود:
الف – ییلاقهای پیرامون دایلَه سر : مزاچال، آوَرَند، سوتَه ، خُورمَه جَئون، سِره، برَه خوار، مَتَّه خونی، زردَه خونی، لاسَه پِشت، بَرَه سر، مِندَران، دایلَه سر، گِنبو، گَزنَه دشت، بَرزَه‌لئاشؤن، مینجانی، لُؤت، زییان دشت و چَرَه مَندَن.
ب – ییلاقهای آرنَنگا : شَلَمَه جار، آفیر، تُؤیَه لُؤم ، پاشتون، پِِشتی سر، سَرَندول، خونی و آفیرَه سر می‌شود.
هر یک از محله ‌های نام برده، پذیرای شمار فراوانی از دامداران و کوچ نشینان بودند. این دامداران رنج کش با درک موقعیت اقتصادی منطقه و با توسعۀ دامداری در آن مقطع زمانی، حاصل کار و تولید خود را چنان به جامعه عرضه کردند که در قامت حماسه‌سازان اقتصادی سر برآوردند و محصول خود را زبانزد هم میهنان خود کردند.
امروز، هرچند در ییلاقهای نام برده، کمتر از سی رَمِه سکونت دارد و پنیر تولیدی سیاهمزگی به نسبت چهل - پنجاه سال گذشته به یک بیستم کاهش یافته است، ولی نام این پنیر همچنان بر سر زبانهاست و مزه و طعم آن در جان و شامۀ گیلانیان وهم میهنانی که پیشتر مزۀ آن را چشیده بودند، بر جای مانده است و به سبب نام این محصول، نام جغرافیایی منطقۀ سیاهمزگی نیز جاودانه شده است. با این حال، این نوشته، درصدد گزارش توسعۀ اقتصادی و معرفی تولیدات سیاهمزگی نیست، بلکه اشاره ای گذراست به رشد دانش و توسعۀ انسانی آن.
تاریخ بر جا مانده از آغاز قرن چهاردهم هجری خورشیدی؛ نشانگر آن است که سیاهمزگی خاستگاه مردانی در عرصۀ دین و دانش و سیاست بوده است.

## چهره های برجسته
از نسل اول قرن چهاردهمی‌ها، افراد زیر را می‌توان نام برد:‌
1- نقدعلی سیاهمزگی : شادروان ابراهیم فخرایی در صفحۀ212 کتاب سردار جنگل – چاپ سازمان چاپ و انتشارات جاویدان، تهران، 1354 خورشیدی -گوشه‌ای از فداکاریهای او در نهضت جنگل را برشمرده است. این مبارز نهضت جنگل، در محلۀ لِلکَه لُون در روستای علی سرا می‌زیست و همان جا خانه داشت. این محله از سالهای 1300 تا 1310 به این سو متروکه شده و اهالی آن نخست به ویزَه شَه نقل مکان کردند و پس از نزدیک چهار دهه از آنجا کوچیدند و اینک در محلۀ عظیم‌آباد در کنار جادۀ اصلی علی سرا به توسَه ساکن هستند.
عشقعلی دستپاک از کهنسالان ویزَه شَه – در گذشته به سال 1376  -  نقدعلی سیاهمزگی و خانۀ او را دیده است. او در بارۀ خانۀ نقدعلی می‌گفت: «پیوسته آن خانه انباشته از انواع تفنگ بود». نگارنده، منظومه‌ای در قالب یکصد دوبیتی به گویش تالشی دربارۀ تاریخ لِلکَه‌لُون، ویزَه شَه و خاندانهای آن سروده است که در ترجمۀ آن به شرح تفصیل تاریخ و خاندانها و شخصیت‌های آن نیز پرداخته است. این منظومه، هم‌اکنون مراحل آماده‌سازی خود را طی می‌کند.
2 - غلامعلی مجاهد: از اهالی محلۀ خشکَه‌وِه در مَزگَداست.  این شخص چندان شناخته شده نیست، ولی بیشتر سالمندان سیاهمزگی  او را دیده اند و خاطراتش را شنیده اند. زین‌العابدین عظیمی درکتاب سیمای سیاهمزگی او را ازمجاهدان نهضت جنگل و یاران میرزا کوچک‌ خان جنگلی نام برده و خود نیز او را دیده و خاطراتی از او را نقل کرده است (سیمای سیاهمزگی، ص51، 52).
3- سید رضی رفیعی: مردی با تحصیلات سنتی مذهبی که در حوزه‌های قدیمی رشت و تهران درس خوانده بود و پس از طی مراحلی از علوم و معارف دینی، به روستای خود بازگشت و به تبلیغ و ترویج احکام و معارف اسلامی در منطقه پرداخت. او با دایر کردن مکتبخانه‌ای کوچک در روستا، فعالیت خود را آغاز کرد و در ادامۀ کار، خانۀ خود را به مکتبخانه تبدیل کرد و به آموزش قرآن و علوم ابتدایی دینی و عربی برای کودکان و نوجوانان پرداخت. او هیچ‌گاه شیوۀ رایج روحانیان یعنی منبر رفتن و سخنرانی را برای انجام مقاصد خود پی نگرفت و پیوسته همانند فردی عادی در میان مردم زندگی می‌کرد و با کردارش الگوسازی می‌کرد.
سید رضی برخلاف هم صنفان روحانی‌اش از راه کارگری، کشاورزی و دامداری گذران زندگی می‌کرد و نه تنها رهبری دینی مردم منطقه را برعهده داشت، بلکه در کنار آن همانند یک قاضی رسمی، دعاوی و اختلافات مردم را حل و فصل می‌کرد و قراردادهای خرید و فروش اشیا و املاک و حیوانات را نیز بر ایشان می‌نوشت. این مرد وارسته با چشم‌پوشی از همۀ موقعیت‌های مالی و اجتماعی، زندگی زاهدانه در کنار مردم زادبوم خود و ترویج معارف و شعائر اسلامی در یک منطقۀ محروم و روستایی را برگزید. به جرئت می‌توان گفت، دینداری و مذهبی گرایی نسل های کنونی مردم منطقۀ سیاهمزگی، حاصل رنج و کوشش فراوان آقاسید رضی است. تقریباً همۀ شخصیت‌های نسل دوم قرن چهاردهم خورشیدی، شاگرد ایشان بوده‌اند. آقا سیدرضی در سال 1271 خورشیدی دیده به جهان گشود و در سال 1356 دیده از جهان فرو بست. خدایش بیامرزاد.
از نسل اول قرن چهاردهم خورشیدی، افرادی چون مرحوم شیخ جواد نعمتی، نیای خاندان نعمتی‌های علی سرا، سیدزین‌العابدین و سید عظیم عظیمی که پدر و پسر بودند، این سه بزرگوار نیز درس خوانده‌های حوزه‌های سنتی بودند که نامشان در شمار مدرسان مکتبخانه‌ای قرآن و مبلغان معارف اسلامی آمده است.استاد سیاه امینی پدر بزرگوار استاد عبداله امینی سیاهمزگی تنها پزشکان سنتی در منطقه نیز از شمار این نسل بوده اند.
اما از نسل دوم قرن چهاردهمی‌ها شمار بیشتری را می‌توان نام برد که برخی از آنان مراتب عالی تحصیلات سنتی را طی کرده‌اند و برخی دیگر مقاطع بالای تحصیلات دانشگاهی را گذرانده‌اند و هریک دارای شغل و سمت و جایگاه ویژه‌ای در کشور شده اند. کسانی از این نسل نیز فقط به آموزشهای ابتدایی سنتی و دینی بسنده کردند و بعدها مربی قرآن و احیاناً مداح ( نوحه خوان ) و روضه‌خوان شدند. مرحوم شیخ محمود فتاحی پدر بزرگوار میرزا محمدعلی فتاحی- مداح معروف اهل بیت  در گیلان–  ملادولتعلی نوروزپناه، استاد حمید - شاعر  متخلص به گلشن- و کربلایی سید طاهر مصطفوی در این ردیف قرار می‌گیرند. شخصیت‌هایی همچون حاج سید روشن واحدی واعظ، سیدداود مصطفوی – در گذشته به 23 تیر ماه سال 1388 –  زین‌العابدین عظیمی، سرتیپ یعقوب یعقوبی، ملاعبدالله قدرتی، سروان احمد ایران پاک، جلال باقرنژاد و زنده یاد عبدالله دسترنج – در گذشته به سال 1353 از دستۀ دوم می‌باشند که نگارنده توفیق دوستی و هم‌نشینی با بیشتر آنان را دارد.
اما نسل سوم قرن چهاردهمی‌های سیاهمزگی، حکایت دیگری دارند؛ زیرا این نسل درست در روزگاری پا به عرصه گذاشتند که افزون بر زمینه‌سازی گرایش به دانش و فرهنگ از سوی دو نسل گذشته، دولت مرکزی ایران نیز با تأسیس مدارس و مراکز گوناگون آموزشی در سطح روستاها و اجرای طرحها و برنامه‌های مختلف، فرهنگ‌سازی و توسعۀ علمی و فرهنگی را در دستور کار خود قرار داده بود. مردم سیاهمزگی که به دلیل فعالیت‌های علمی پیشگامان و پیشینیانشان، ارزش دانش را به خوبی دریافته بودند، از فرصت به وجود آمده بهره گرفتند و فرزندانشان را راهی مدارس و مراکز آموزشی روستاها و شهرهای دور و نزدیک کردند؛ به گونه‌ای که شاید بتوان ادعا کرد در دهه‌های 1340 تا 1360 خورشیدی، هیچ یک از روستاهای شهرستانهای فومن و شفت به اندازۀ سیاهمزگی دانش‌آموز و دانشجو نداشت. دانش‌آموختگان این نسل، اکنون با دارا بودن تحصیلات عالی و برخورداری از تخصص‌های گوناگون در جای جای ایران در مشاغل و مناصب گوناگون مشغول خدمت می‌باشند. شایسته است تحقیقی میدانی انجام گیرد تا مشاغل و تخصص‌های این دانش‌ آموختگان طبقه‌بندی شود و به عنوان سندی از روند پیشرفت دانش و آموزش در این منطقه، برجا گذشته شود.

## مشاهده دو قلاده پلنگ ایرانی برای اولین بار در سیاهمزگی
در فروردین ماه ۱۴۰۳محیط بانان یگان حفاظت محیط زیست شهرستان شفت موفق شدند با نصب دوربین تله ای برای نخستین بار از دو قلاده پلنگ ایرانی در منطقه حفاظت شده سیاه مزگی تصویربرداری کنند.

## جمعیت
این منطقه در دهستان احمد سرگوراب قرار دارد و براساس سرشماری مرکز آمار ایران در سال ۱۳۸۵، جمعیت آن ۱٬۴۲۵ نفر (۳۴۳خانوار) بوده‌است.